# Mate Ghwinianidse
Mate Ghwinianidse (georgisch მათე ღვინიანიძე; * 10. Dezember 1986 in Tbilissi, Georgische SSR, UdSSR), FIFA-Schreibweise laut englischer Transkription Mate Ghvinianidze, ist ein ehemaliger georgischer Fußballnationalspieler.

## Laufbahn

### Verein
Ghwinianidse begann seine Karriere in der Jugendabteilung von Dinamo Tiflis. Im Januar 2005 wechselte der Abwehrspieler zu Lokomotive Moskau.
Im Sommer 2006 bestritt er auf Vermittlung von Ralf Minge, dem damaligen Trainer der georgischen U-21-Nationalmannschaft, ein vierwöchiges Probetraining beim deutschen Zweitligisten TSV 1860 München. Im Anschluss unterschrieb er einen Vertrag bis 2009, der im November 2007 bis 2011 verlängert wurde. Bis Januar 2011 lief er in 87 Ligapartien für 1860 auf und schoss dabei ein Tor. Im DFB-Pokal wurde er achtmal eingesetzt.
Anfang 2011 wechselte er zum ukrainischen Erstligisten PFK Sewastopol, dort unterschrieb er einen Vertrag bis 2014. Nach der Auflösung des PFK Sewastopol in Folge der völkerrechtswidrigen Annexion der ukrainischen Halbinsel Krim durch Russland im März 2014 beendete Ghvinianidze seine Karriere im Alter von nur 27 Jahren.

### Nationalmannschaft
Ghwinianidse debütierte am 27. Februar 2006 in der georgischen Nationalmannschaft, als er im Freundschaftsspiel gegen die moldawische Auswahl in der Startaufstellung stand. Seitdem absolvierte er acht Spiele im Trikot des georgischen Fußball-Bunds. 2009 erklärte er wegen Differenzen mit Nationaltrainer Héctor Cúper seinen Rücktritt aus der Nationalmannschaft. Im Sommer 2010 wurde er vom neuen Trainer Temur Kezbaia wieder für die Nationalmannschaft nominiert, Ghwinianidse kam aber aufgrund von Verletzungen nicht mehr zu einem Einsatz.

### Verletzungen
Im Lauf seiner Karriere fiel Ghwinianidse häufig wegen Verletzungen aus. Im Oktober 2006 riss das Außenband im rechten Sprunggelenk, er musste dadurch vier Wochen pausieren. Im Dezember 2007 wurde ein Meniskusschaden im linken Knie diagnostiziert. Nach mehreren Operationen konnte er erst wieder in der Spielzeit 2008/09 eingesetzt werden. Am 22. Februar 2009 musste er im Ligaspiel gegen den MSV Duisburg nach einem erneuten Bänderriss im rechten Sprunggelenk ausgewechselt werden und fiel zehn Wochen aus.

## Erfolge
Bei der Wahl zu Georgiens Fußballer des Jahres 2006 wurde Ghwinianidse auf Rang sieben gewählt. Die Fans des TSV 1860 wählten Ghwinianidse Ende 2006 zum besten Löwen der Vorrunde 2006/2007.
Nach dem Abstieg 2011 gelang Ghwinianidse mit dem PFK Sewastopol 2013 als Zweitligameister der Wiederaufstieg in die erste ukrainische Liga.